# Тайбус
41°53′34″ пн. ш. 115°16′48″ сх. д. / 41.8927° пн. ш. 115.27987° сх. д.
Тайбус (кит. 太仆寺旗, пін. Tàipūsì Qí, трансліт. Taibus) — один із повітів КНР у складі префектури Шилін-Гол, Внутрішня Монголія. Адміністративний центр — містечко Баочан.

## Географія
Тайбус лежить на сході Монгольського плато на північ від гір Дамацюнь (найсхідніше пасмо Їньшаню).

### Клімат
Хошун знаходиться у зоні, котра характеризується кліматом помірних степів. Найтепліший місяць — липень із середньою температурою 19,1 °C. Найхолодніший місяць — січень, із середньою температурою -16,2 °С.
| Клімат хошуну Тайбус                               | Клімат хошуну Тайбус | Клімат хошуну Тайбус | Клімат хошуну Тайбус | Клімат хошуну Тайбус | Клімат хошуну Тайбус | Клімат хошуну Тайбус | Клімат хошуну Тайбус | Клімат хошуну Тайбус | Клімат хошуну Тайбус | Клімат хошуну Тайбус | Клімат хошуну Тайбус | Клімат хошуну Тайбус | Клімат хошуну Тайбус |
| Показник                                           | Січ.                 | Лют.                 | Бер.                 | Квіт.                | Трав.                | Черв.                | Лип.                 | Серп.                | Вер.                 | Жовт.                | Лист.                | Груд.                | Рік                  |
| Середній максимум, °C                              | −10                  | −5                   | 2,8                  | 11,6                 | 18,4                 | 22,9                 | 25                   | 23,6                 | 18,6                 | 10,2                 | 0,2                  | −8,1                 | 9,2                  |
| Середня температура, °C                            | −16,2                | −11,8                | −3,8                 | 4,7                  | 11,8                 | 16,6                 | 19,1                 | 17,5                 | 11,7                 | 3,6                  | −6,1                 | −14                  | 2,8                  |
| Середній мінімум, °C                               | −21                  | −17,4                | −9,7                 | −1,8                 | 5                    | 10,4                 | 13,6                 | 11,9                 | 5,7                  | −2                   | −11,3                | −18,7                | −2,9                 |
| Норма опадів, мм                                   | 3.4                  | 4.6                  | 7.8                  | 20                   | 39.2                 | 63.8                 | 98.7                 | 73.5                 | 51.1                 | 21.1                 | 10.3                 | 4.5                  | 398                  |
| Вологість повітря, %                               | 69                   | 62                   | 50                   | 42                   | 44                   | 56                   | 67                   | 67                   | 60                   | 57                   | 62                   | 68                   | 59                   |
| -------------------------------------------------- | -------------------- | -------------------- | -------------------- | -------------------- | -------------------- | -------------------- | -------------------- | -------------------- | -------------------- | -------------------- | -------------------- | -------------------- | -------------------- |
| Джерело: Дані метеостанції №54305 (КНР, 1991-2020) |                      |                      |                      |                      |                      |                      |                      |                      |                      |                      |                      |                      |                      |